# 廣播 (網路)
廣播（英語：broadcast）是指将信息封包发往指定網絡范围内的所有设备。其发送范围稱為“廣播域”。
并非所有的計算機網絡都支持廣播，例如X.25網絡和幀中繼都不支持廣播，而且也沒有在“整個互聯網範圍中”的廣播。IPv6亦不支持廣播，廣播的相應功能由多播代替。
通常来说，廣播都是限制在局域網范围内，比如以太網或令牌環網絡。因為廣播在廣域網中可能造成比在局域網中大的多的影響。

## 廣播地址
- 乙太網和IPv4網都用全1的地址表示廣播，分別是ff:ff:ff:ff:ff:ff和255.255.255.255。
- 令牌環網絡使用IEEE 802.2控制域中的一個特殊值來表示廣播。

## 使用廣播的協議
- ARP
- DHCP

## 另見
- 廣播風暴